# Strångsjö
Strångsjö is een plaats in de gemeente Katrineholm in het landschap Södermanland en de provincie Södermanlands län in Zweden. De plaats heeft 370 inwoners (2005) en een oppervlakte van 59 hectare.

## Verkeer en vervoer
Bij de plaats loopt de Riksväg 55/Riksväg 56.
De plaats heeft een station aan de spoorlijnen Katrineholm - Malmö en Katrineholm - Nässjö.